# Républicole
 (décembre 2023).
Républicole est un néologisme formé de la même façon que régnicole, après la chute de la monarchie en France et la proclamation de la Première République. 
Il est formé à partir de république et du suffixe -cole, c'est-à-dire, habitant d'une république.
On le voit apparaître dans le Cours de législation et de jurisprudence françaises de Victor Proudhon pour expliquer le droit d'incolat :
 "
L'incolat consiste dans l'établissement par lequel un étranger vient se fixer en France, & y acquiert la qualité de républicole. L'Étranger, comme le Français, peut avoir un domicile en France, lorsqu'aucune loi n'y interdit son admission ; c'est même le mode constitutionnel par lequel il peut y acquérir les droits de citoyen Français. Il devient républicole comme les natifs du pays, dès qu'il a son domicile légalement acquis dans l'intérieur de la république "(Victor Proudhon : Cours de législation et de jurisprudence françaises - Première partie : Sur l'état des personnes, tome I, p. 89-92, Besançon, an VII de la République).
Le terme est repris dans la première rédaction du Code civil de 1804. Il disparaît ensuite et est remplacé par sujets de l'empereur puis sujets du roi.
Différentes affaires venant devant les tribunaux vers 1806 sur des différends concernant des témoins de donations ou héritages, citoyens français et étrangers, ont amené les tribunaux à se pencher sur le sens du mot républicole. Fallait-il en limiter l'application aux seuls citoyens français ou englobait-il tous les habitants, Français et Étrangers, ayant leur domicile en France.
Si on admet que la rédaction du Code civil a été influencée par Victor Proudhon, on peut en déduire que les auteurs du premier Code civil englobaient dans ce mot toutes les personnes admises à avoir un domicile en France. C'est ce que semble admettre les décisions des tribunaux dans leurs arrêts.